# Michail Aleksandrovič Vrubel'
Michail Aleksandrovič Vrubel' (in russo Михаил Александрович Врубель?; Omsk, 5 marzo 1856 – San Pietroburgo, 11 aprile 1910) è stato un pittore russo.
Fu un artista dalle molteplici capacità e sviluppò la sua arte in tutte le forme: pittura dal vivo, grafica, scultura decorativa, decorazioni teatrali e altro ancora. Fu uno dei più grandi pittori russi esponenti del movimento dell'Art Nouveau e del Simbolismo, anche se personalmente Vrubel' era lontano dalle tendenze dell'epoca, rifacendosi piuttosto a quelli che erano i canoni dell'arte tardo-bizantina e primo-rinascimentale.

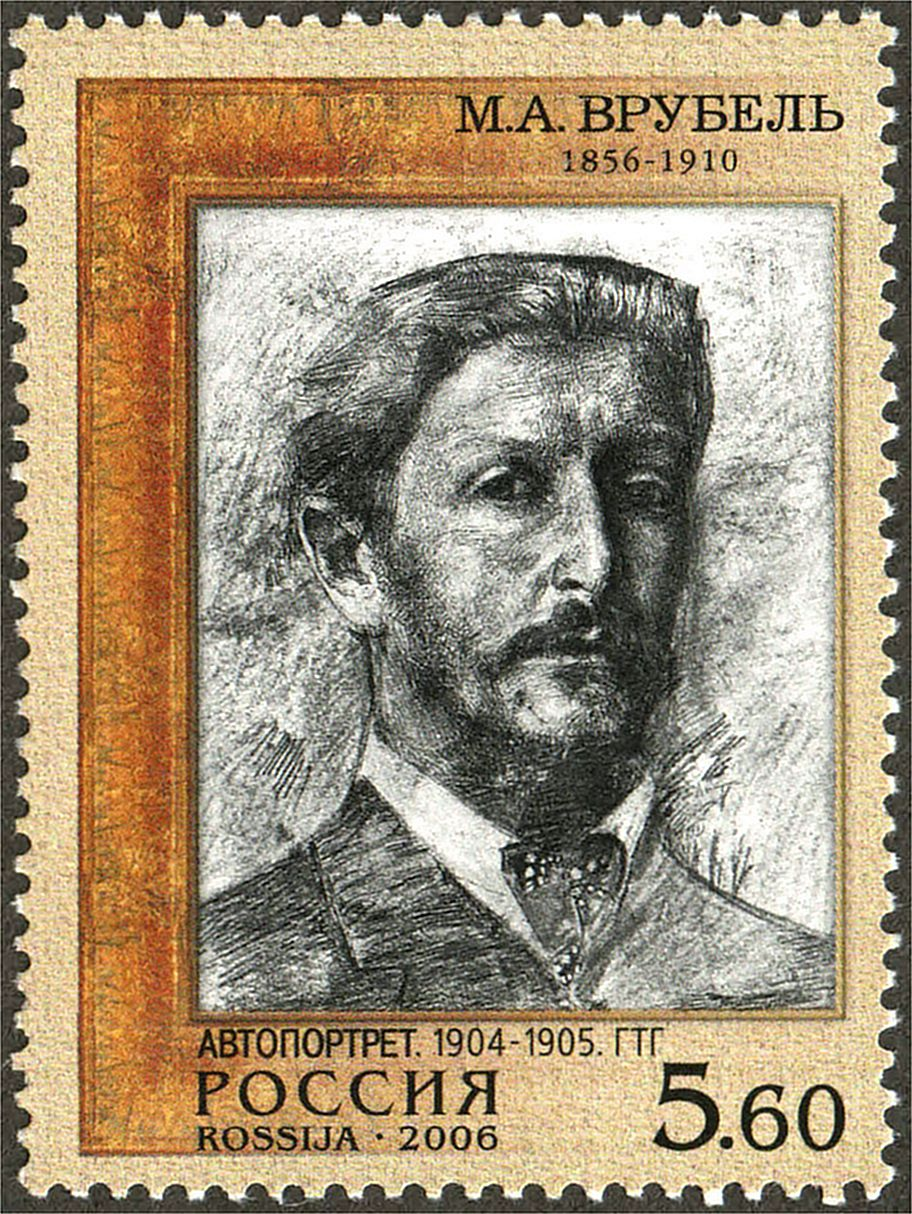
Francobollo commemorativo russo

## Biografia
Vrubel' nacque a Omsk, in Siberia, nella famiglia di un avvocato militare e si laureò nella Facoltà di Legge dell'Università di San Pietroburgo nel 1880. L'anno successivo entrò nell'Accademia Imperiale delle Arti, dove studiò sotto la guida attenta di Pavel Petrovič Čistjakov. Già nei suoi primi lavori, Vrubel' mostra un grande talento per il disegno ed un'alta prospettiva idiosincratica. Sebbene si appassioni subito alla monumentalità accademica, più tardi svilupperà un'inclinazione per la composizione frammentaria ed il "tocco non finito".
Nel 1884 fu commissionato per sostituire i mosaici e dipinti murali risalenti al XII secolo nella chiesa di San Cirillo di Kiev con nuove opere. Per eseguire questa commissione, andò a Venezia per studiare l'arte medievale cristiana. Fu lì che, detta con le parole di uno storico dell'arte, "la sua tavolozza acquistò nuova forza saturati toni che richiamavano l'iridescente gioco delle preziose pietre". Molti dei lavori che produsse a Venezia sono andati persi, poiché l'artista era più interessato al processo creativo anziché alla promozione dei suoi lavori.
Nel 1886 tornò a Kiev, dove inserì alcuni monumentali disegni nella nuova Cattedrale di San Vladimiro. La critica, comunque, non apprezzò la novità dei suoi lavori, che furono respinti. Risalgono a quel periodo alcune incantevoli illustrazioni che eseguì per Hamlet e per Anna Karenina e che avevano molto poco in comune con le sue opere più tarde, assai tenebrose.
Nel 1905 creò il mosaico nell'hotel Metropol' di Mosca, la parte centrale della facciata che guarda sulla Teatral'naja Ploščad' (Piazza del Teatro) è presa dal pannello mosaicale "Princessa Grëza" (Principessa dei Sogni).

## Fama controversa
Mentre era a Kiev, Vrubel' iniziò a dipingere bozze e acquarelli che illustravano il Demone, un lungo e romantico poema di Michail Lermontov.
Il poema descrive la passione carnale tra "un eterno spirito nichilistico" ed una ragazza georgiana, Tamara. A quel periodo Vrubel' sviluppò un profondo interesse per l'arte orientale ed in particolare per i tappeti persiani, tanto da tentare di imitare il loro tessuto nei suoi dipinti.
Nel 1880 Vrubel' si trasferì a Mosca, dove poté seguire in maniera migliore le innovative tendenze dell'arte. Come altri artisti associati all'Art Nouveau, eccelse non solo nella pittura ma anche nelle arti applicate, come la ceramica, la maiolica e le sculture in vetro. Produsse inoltre, maschere architettoniche, palcoscenici e costumi.
È la sua grande opera Il Demone seduto nel giardino (1890) che porterà Vrubel' alla notorietà. I critici più conservativi lo accusano di "selvaggia bruttezza", mentre il mecenate Savva Mamontov elogiò la serie del Demone come "affascinanti sinfonie di un genio" e commissionò a Vrubel' di dipingere le decorazioni per il proprio teatro privato e per le abitazioni signorili dei suoi amici. Sfortunatamente il Demone, come gli altri lavori di Vrubel', non ha l'aspetto che aveva quando fu dipinto, dato che l'artista aveva aggiunto polvere di bronzo ai suoi olii per ottenere una particolare luminosità ed effetti luccicanti.
Nel 1896 si innamorò della famosa cantante dell'opera, Nadežda Zabela. Dopo sei mesi si sposarono e andarono a vivere a Mosca, dove Zabela venne invitata da Mamontov ad esibirsi nel suo privato teatro dell'opera. Mentre era a Mosca, Vrubel' disegnò il palcoscenico ed i costumi per sua moglie, che cantò nella parte della fanciulla della Neve in Sneguročka e la Principessa Volchova nell'opera Sadko di Rimskij-Korsakov. Cadde sotto l'incantesimo delle storie fantastiche russe ed eseguì alcuni dei suoi più acclamati successi come Pan (1899), La principessa dei cigni (1900) e Lillà (1900).

## Declino
Nel 1901 Vrubel' ritornò al tema demoniaco sulla grande tela Il Demone abbattuto. Per stupire il pubblico sottolineò il messaggio spirituale e ripetutamente ridipinse il volto del demone, anche successivamente all'esposizione del quadro al pubblico. Alla fine Vrubel' ebbe una profonda crisi nervosa e dovette essere ricoverato in clinica. Mentre era lì, dipinse un mistico Ostrica con perla (1904) e disegnò schizzi di variazioni dei temi del poema Il Profeta di Puškin. Nel 1906, sopraffatto dal disagio mentale e iniziando ad accusare cecità, dovette smettere di dipingere. Negli ultimi anni fu costantemente sopraffatto da allucinazioni; colpito da una grave forma di tubercolosi, morì il 14 aprile 1910.

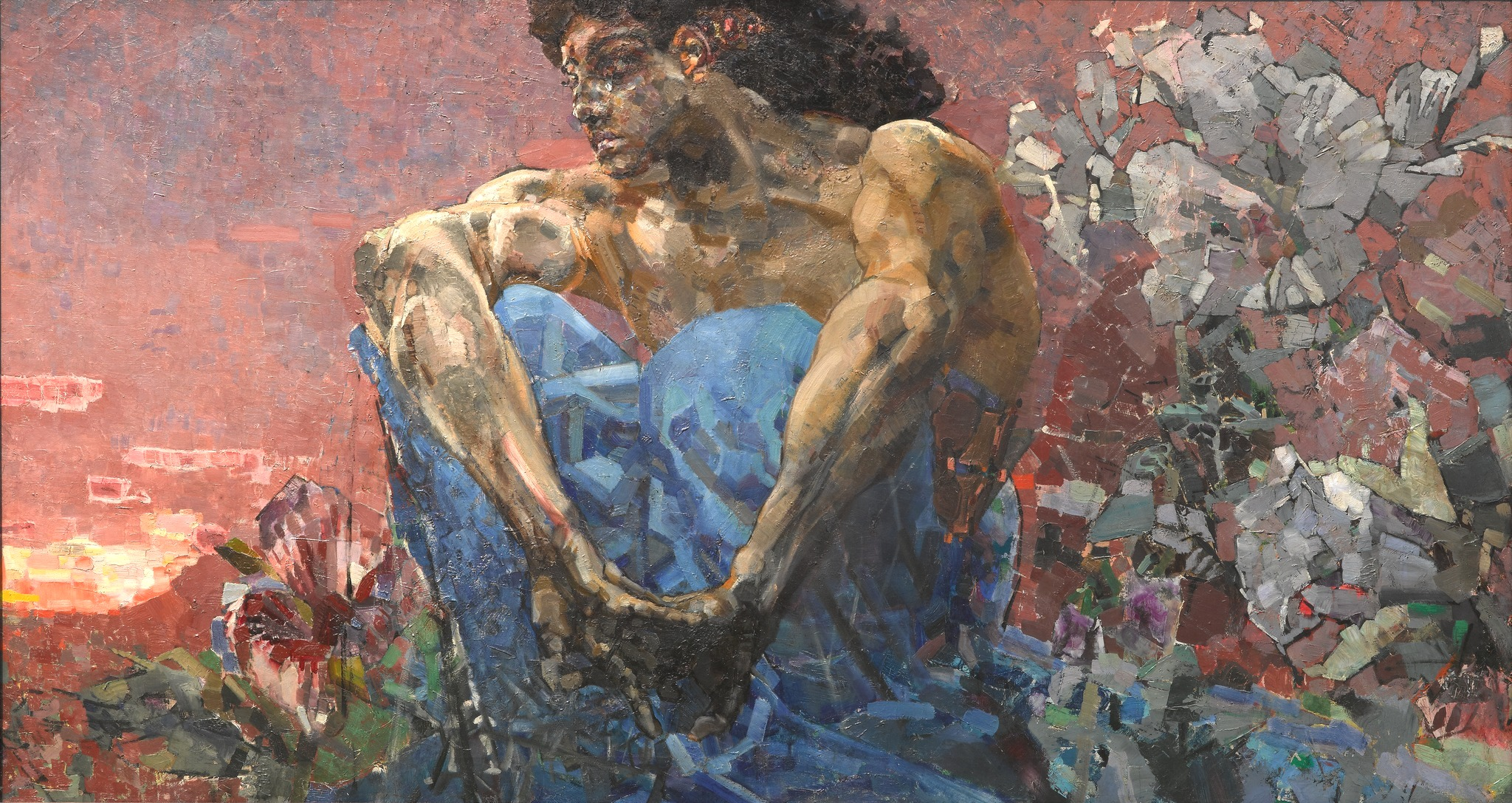
Il demone seduto nel giardino (1890) Galleria Tret'jakov

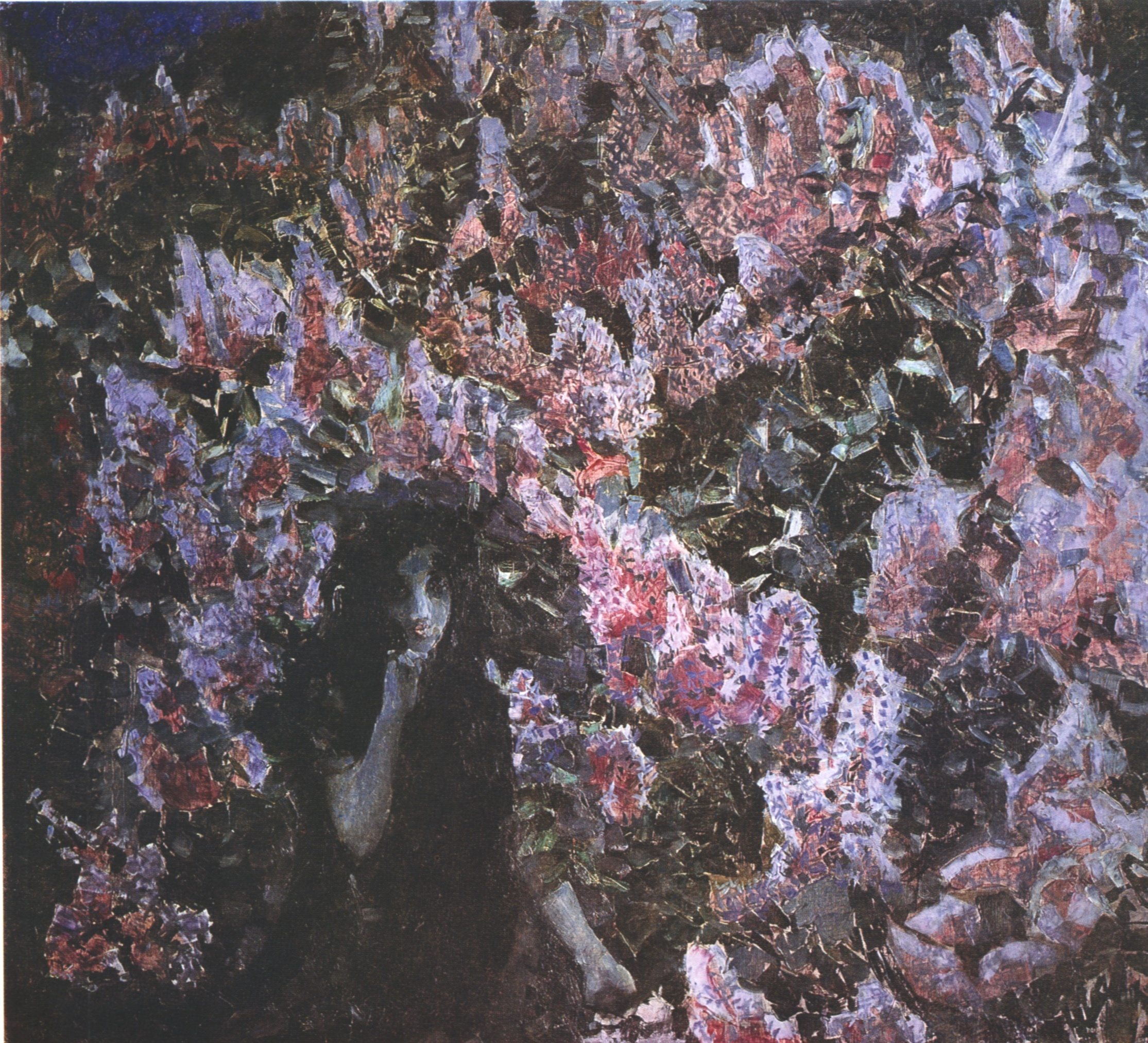
Lillà (1900) Galleria Tret'jakov

## Opere principali
- Fiori in un vaso blu, 1887
- Il demone seduto nel giardino, 1890
- Crisantemi, 1894
- Rose ed orchidee, 1894
- Ritratto di Savva Mamontov, 1897
- Bogatyr, 1898
- Nadežda Zabela-Vrubel', 1898, la moglie dell'artista in abito di scena
- Pan, 1899
- Lillà, 1900
- Nadežda Zabela-Vrubel', 1900
- Nadežda Zabela-Vrubel', come principessa dei cigni 1900
- Ostrica con perla, 1904
- Seraph dalle sei ali (Azrael), 1904
- Seraph dalle sei ali (da un poema di Aleksandr Puškin), 1905
- Ritratto di Valerij Brjusov, 1906
- Il Bogatyr, (eroe) è un decorativo olio su tela dipinto nel 1898. È in esposizione al Museo Russo di San Pietroburgo
- Il demone seduto nel giardino, (1890, olio su tela, cm. 116.5x213.8) è stato esposto fuori dalla Russia per la prima volta a Roma, nel 2005, in occasione della mostra Da Giotto a Malevič -la reciproca meraviglia nelle Scuderie del Quirinale. Normalmente l'opera è esposta nella Galleria Statale Tret'jakov di Mosca.

## Opere

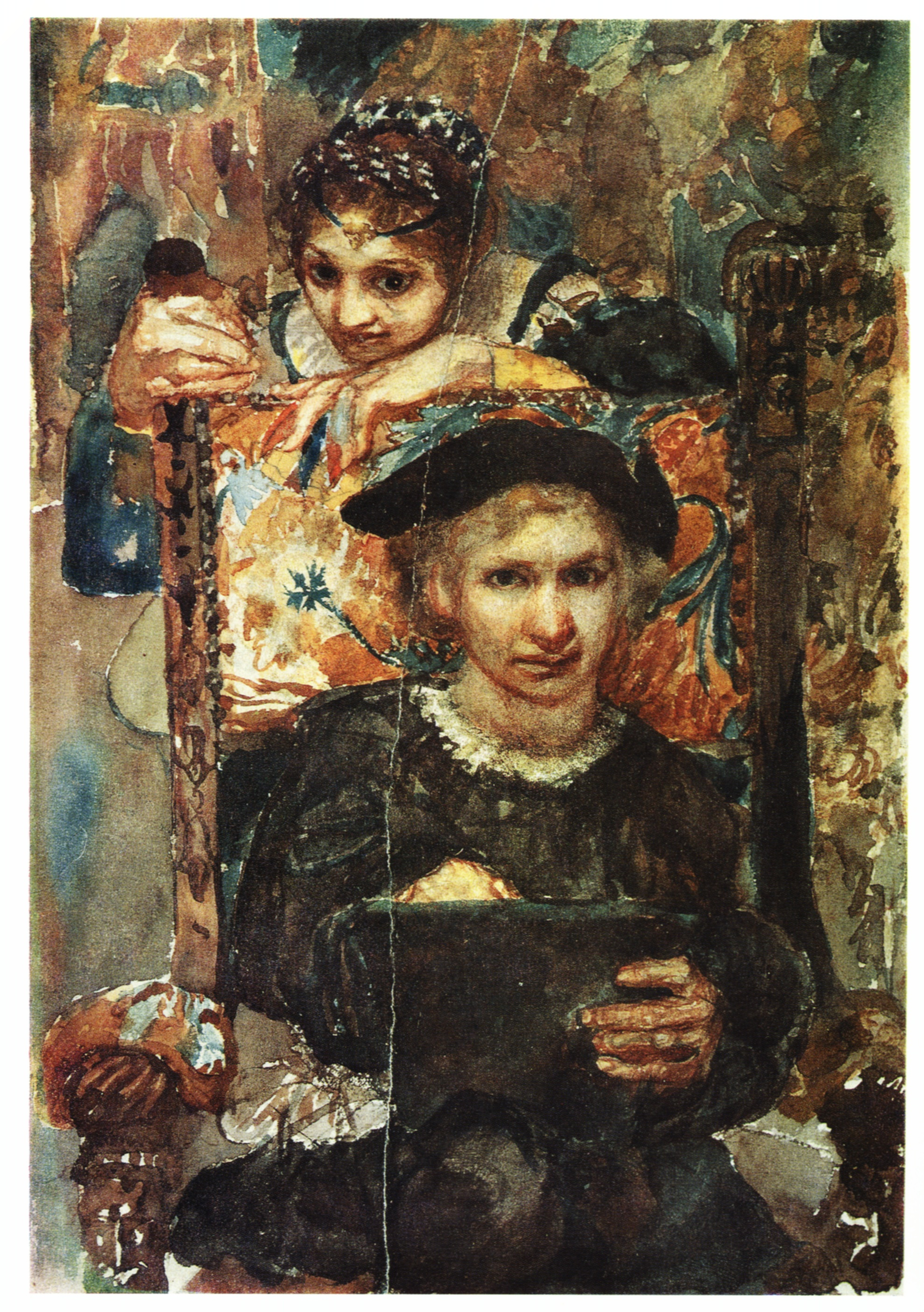
Amleto e Ofelia 1883
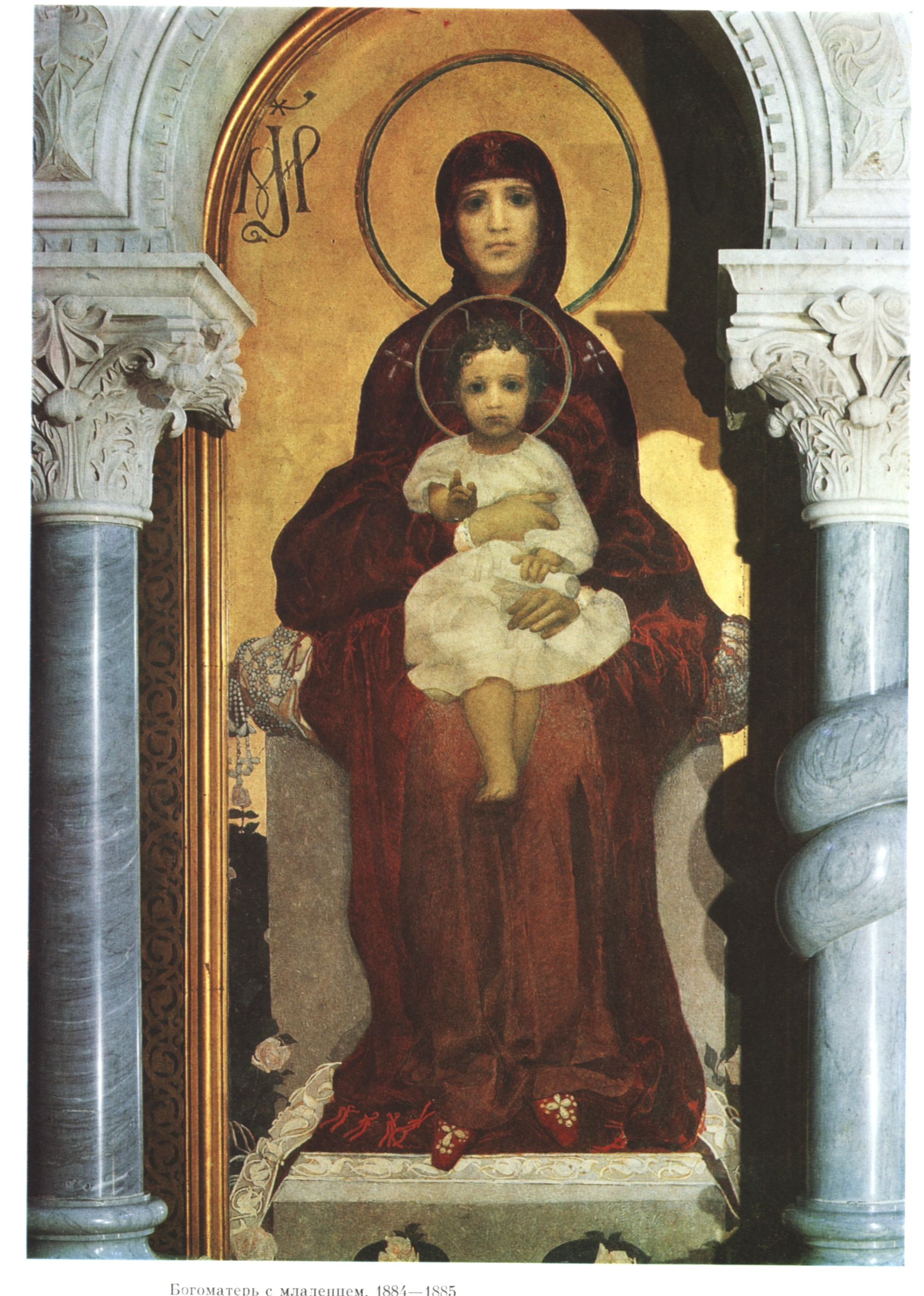
La Vergine con il Bambino 1884
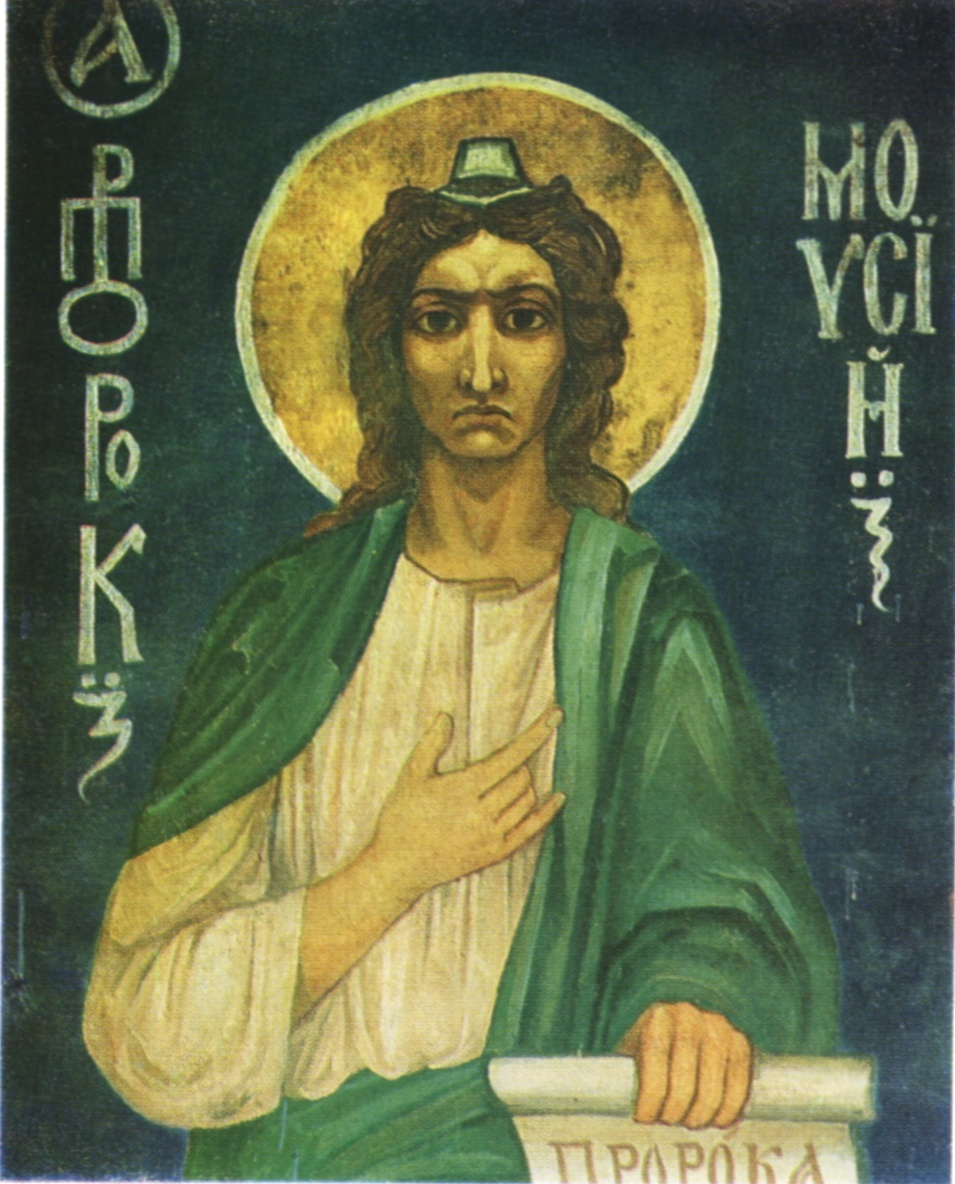
Mosè 1884
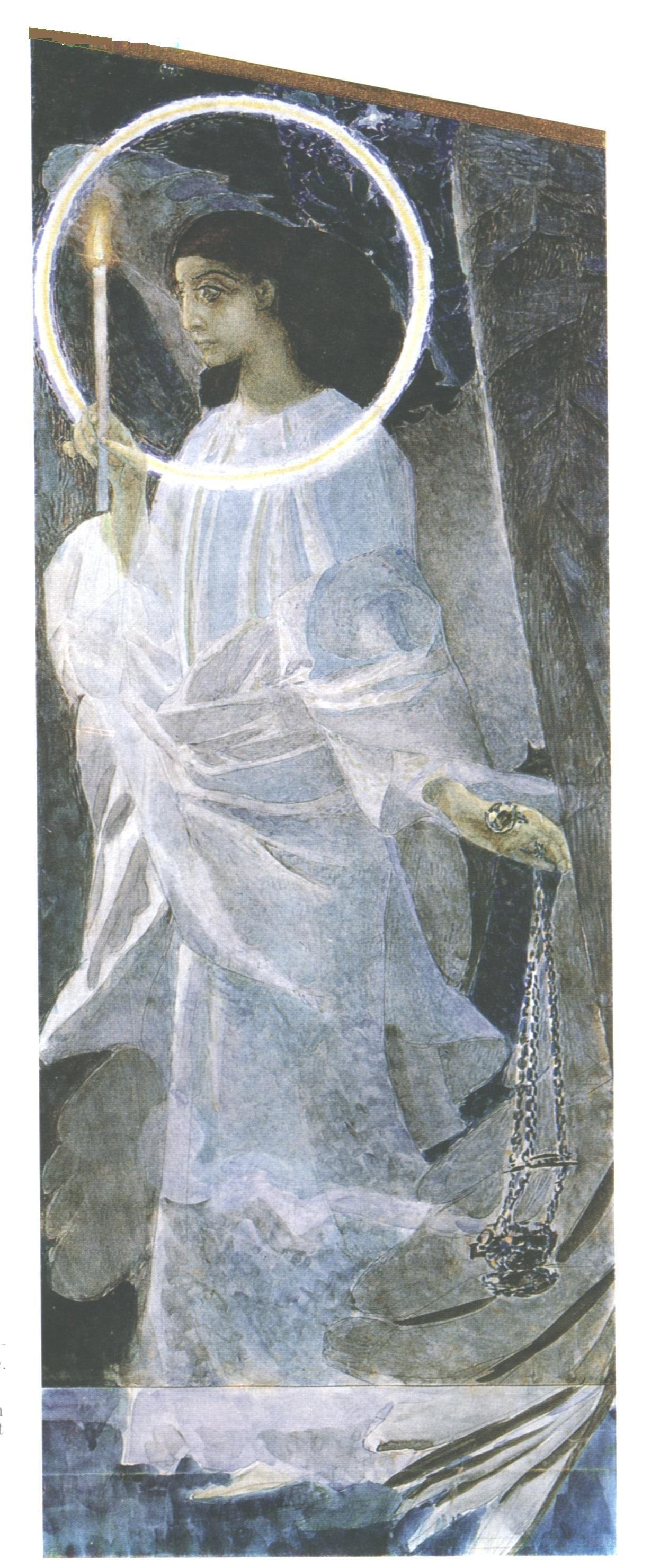
Angelo con il cerchio ed una candela 1887
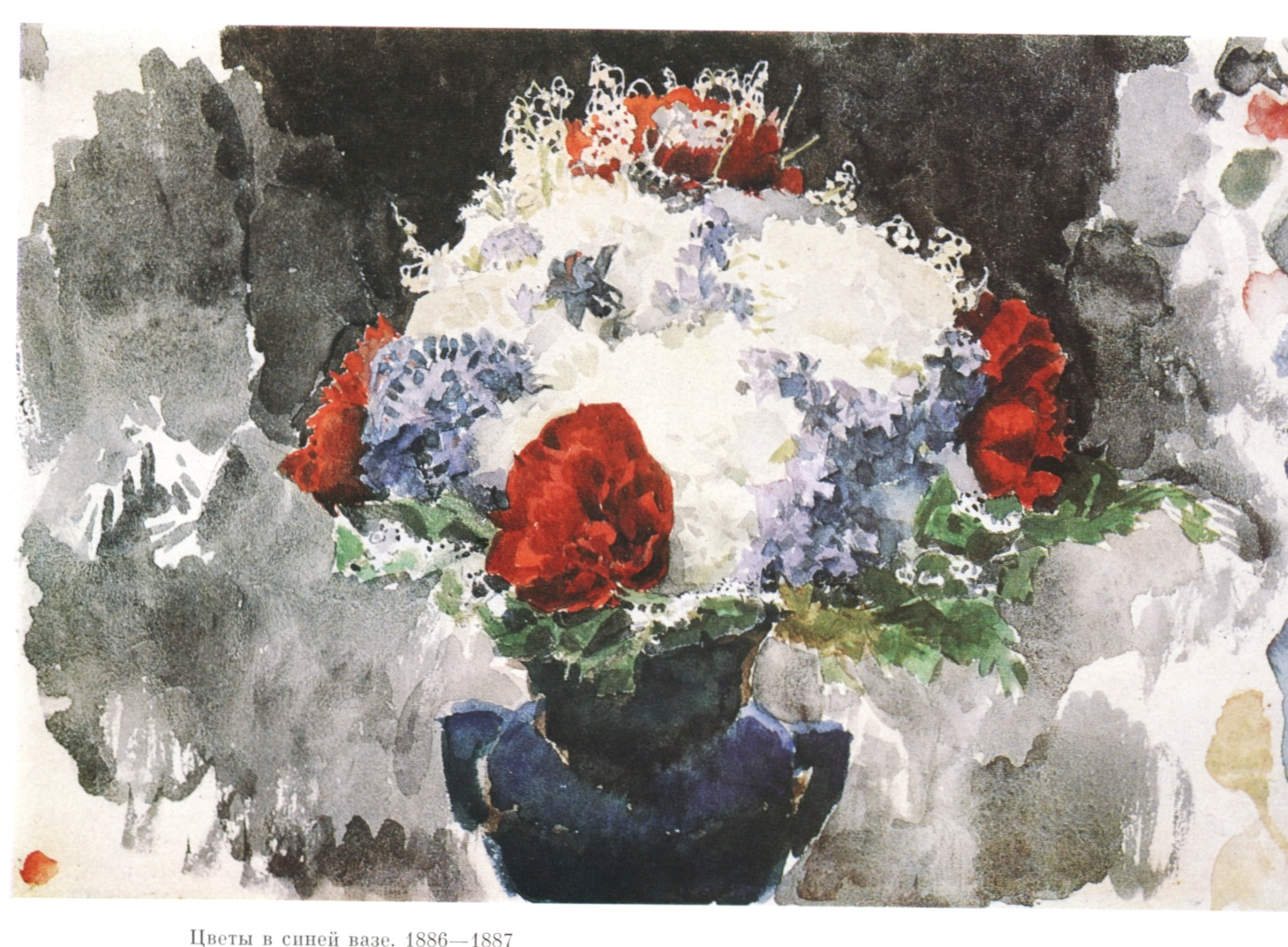
Fiori in un vaso blu 1887
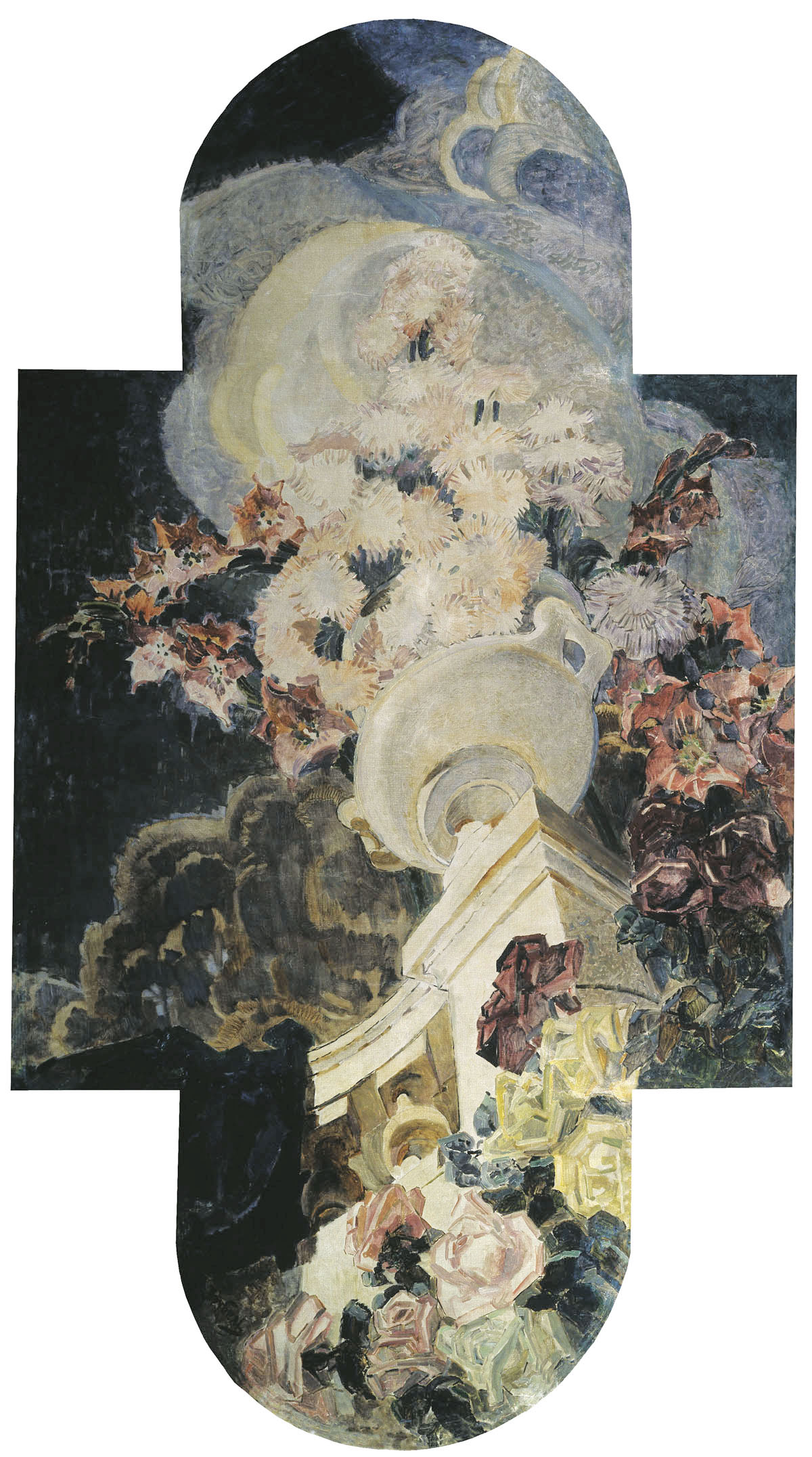
Crisantemi 1894
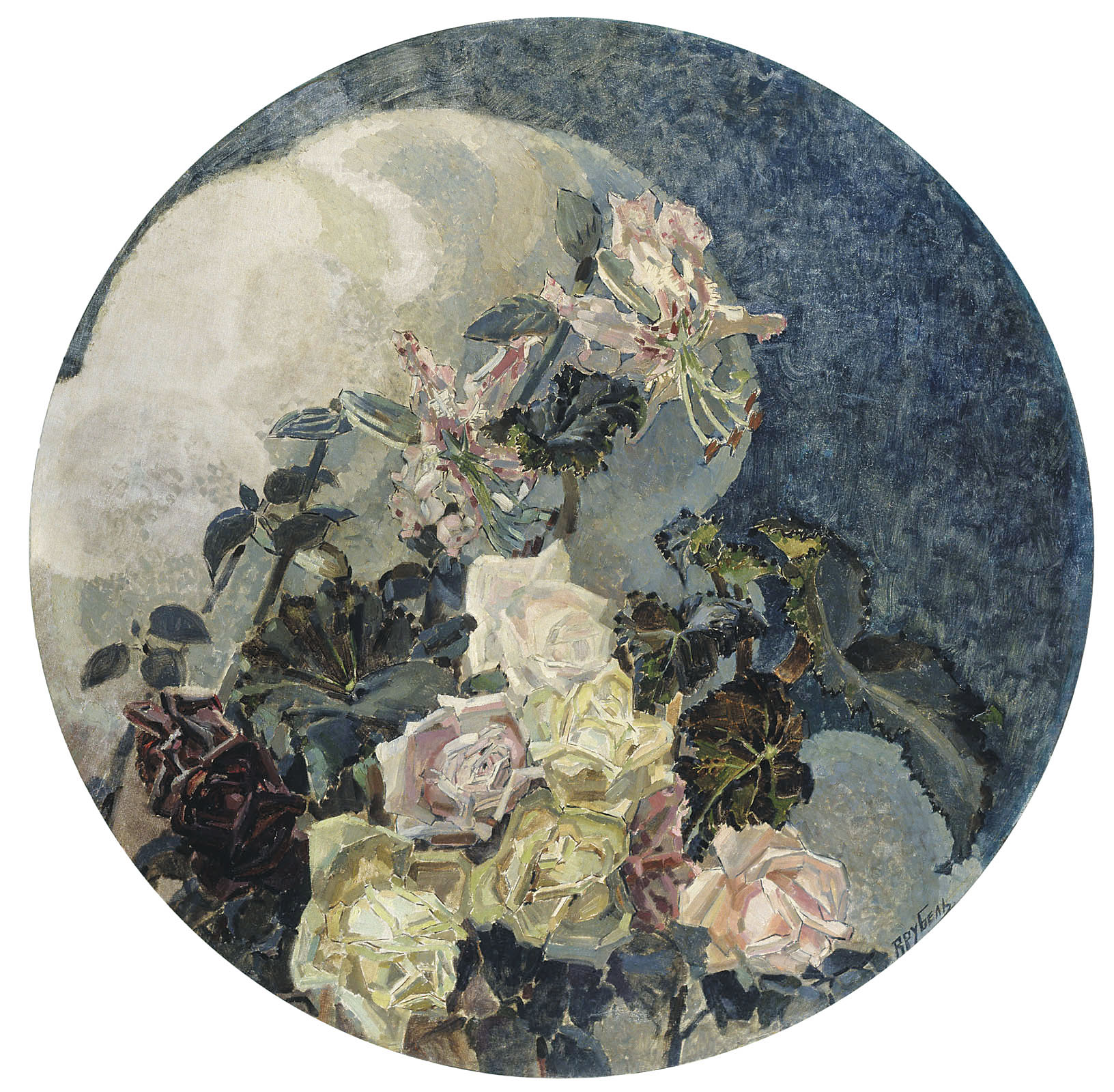
Rose e orchidee 1894
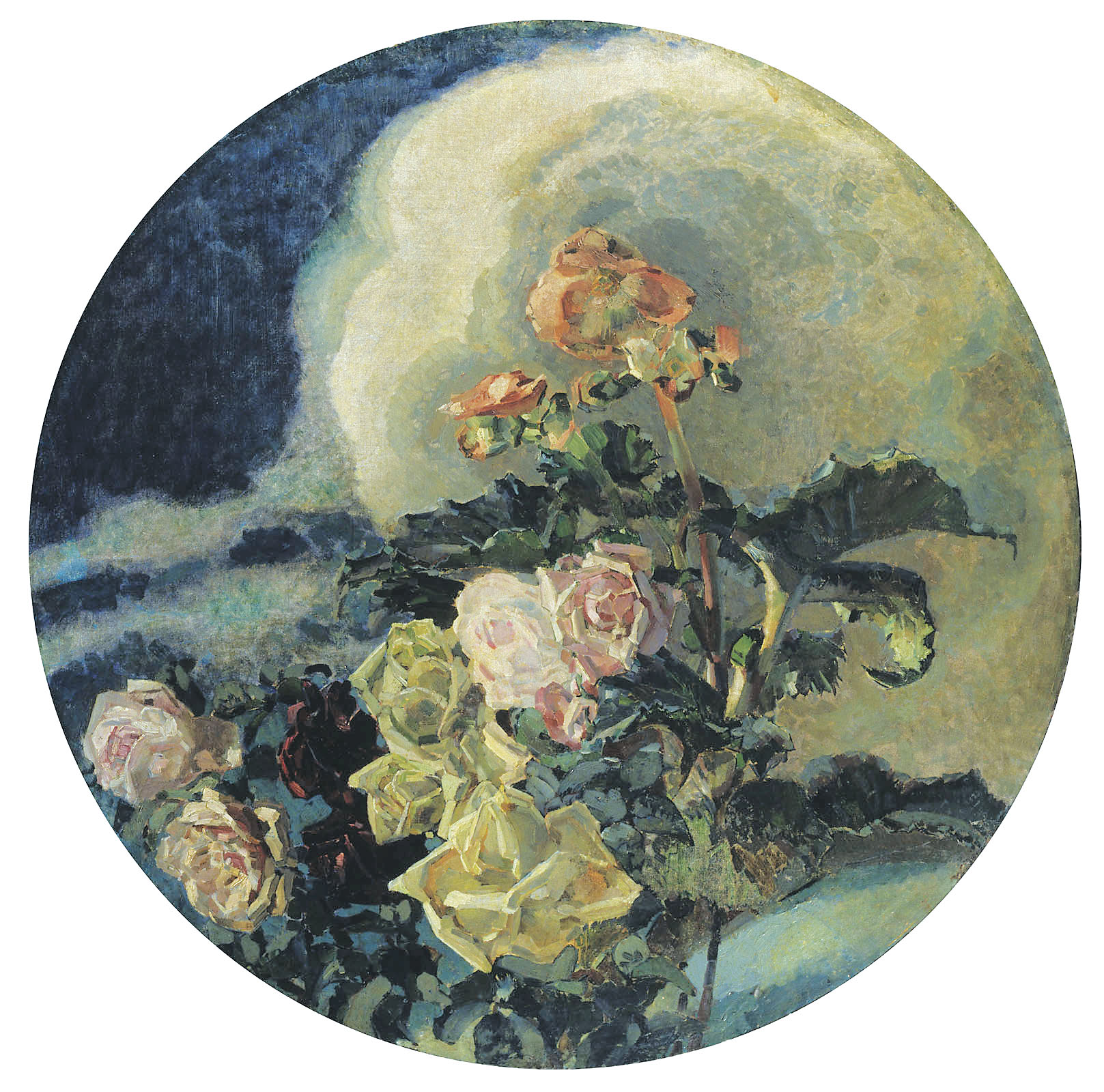
Rose gialle 1894
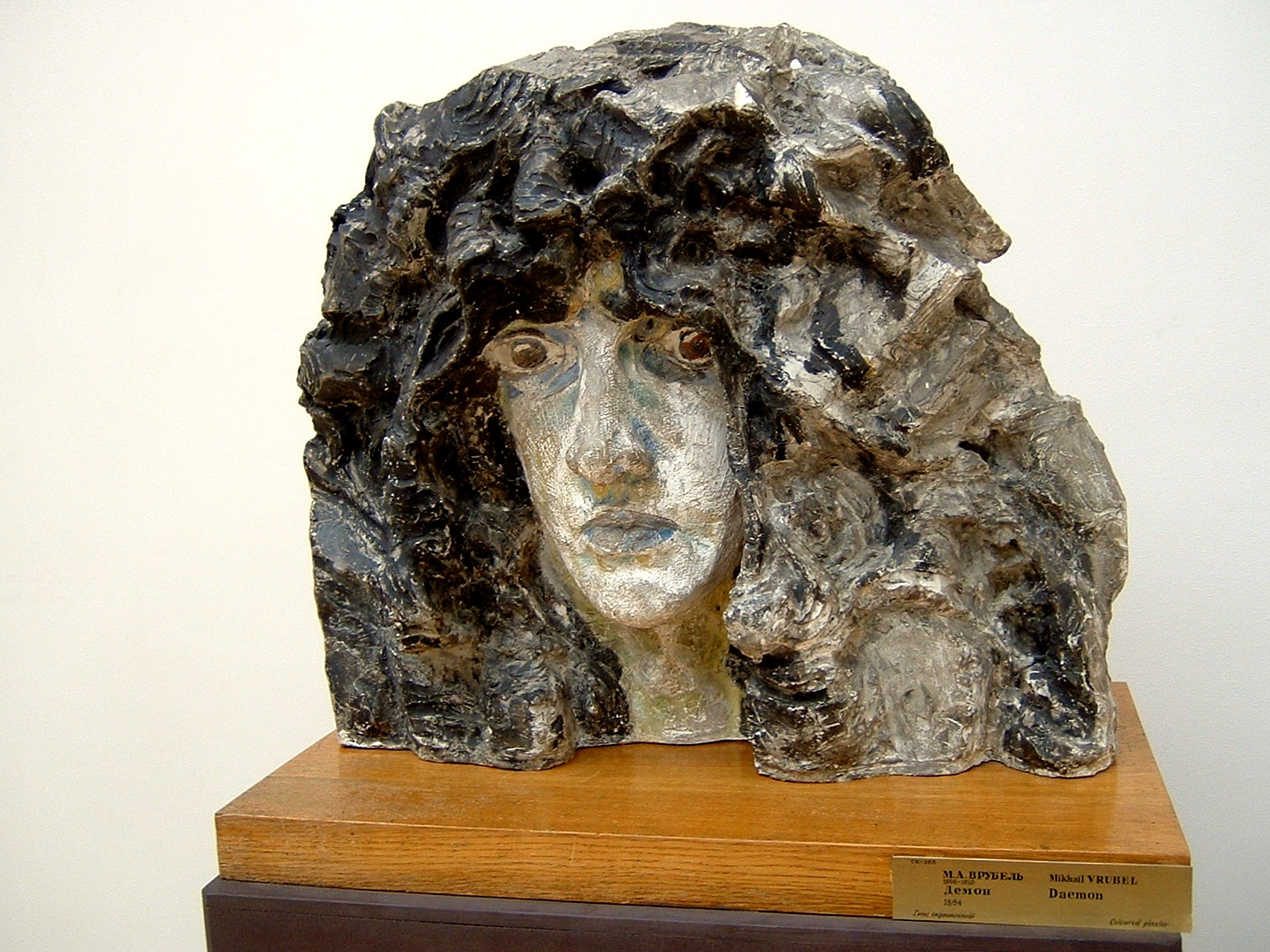
Demone (in ceramica) 1894
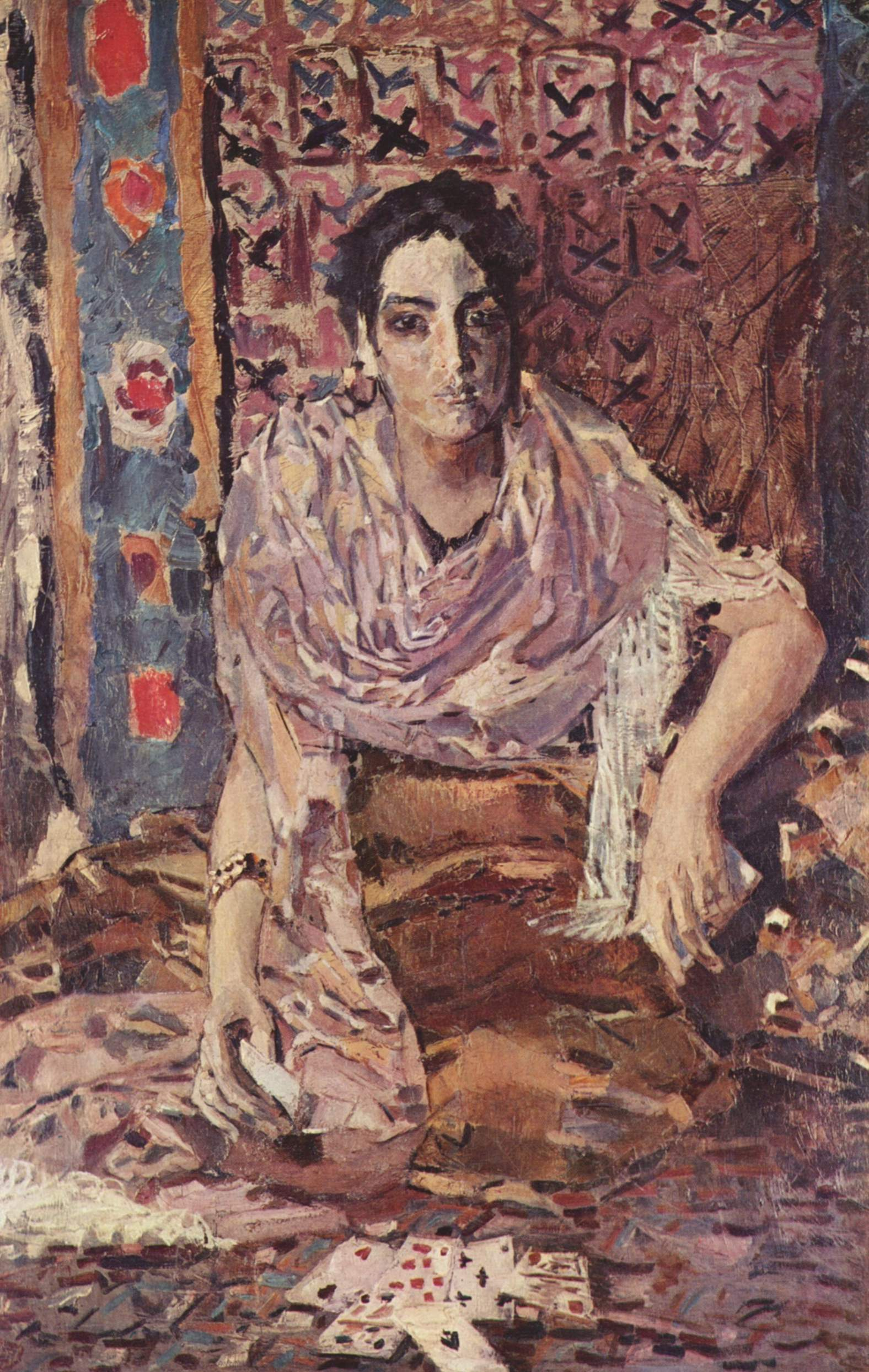
L'indovina 1895
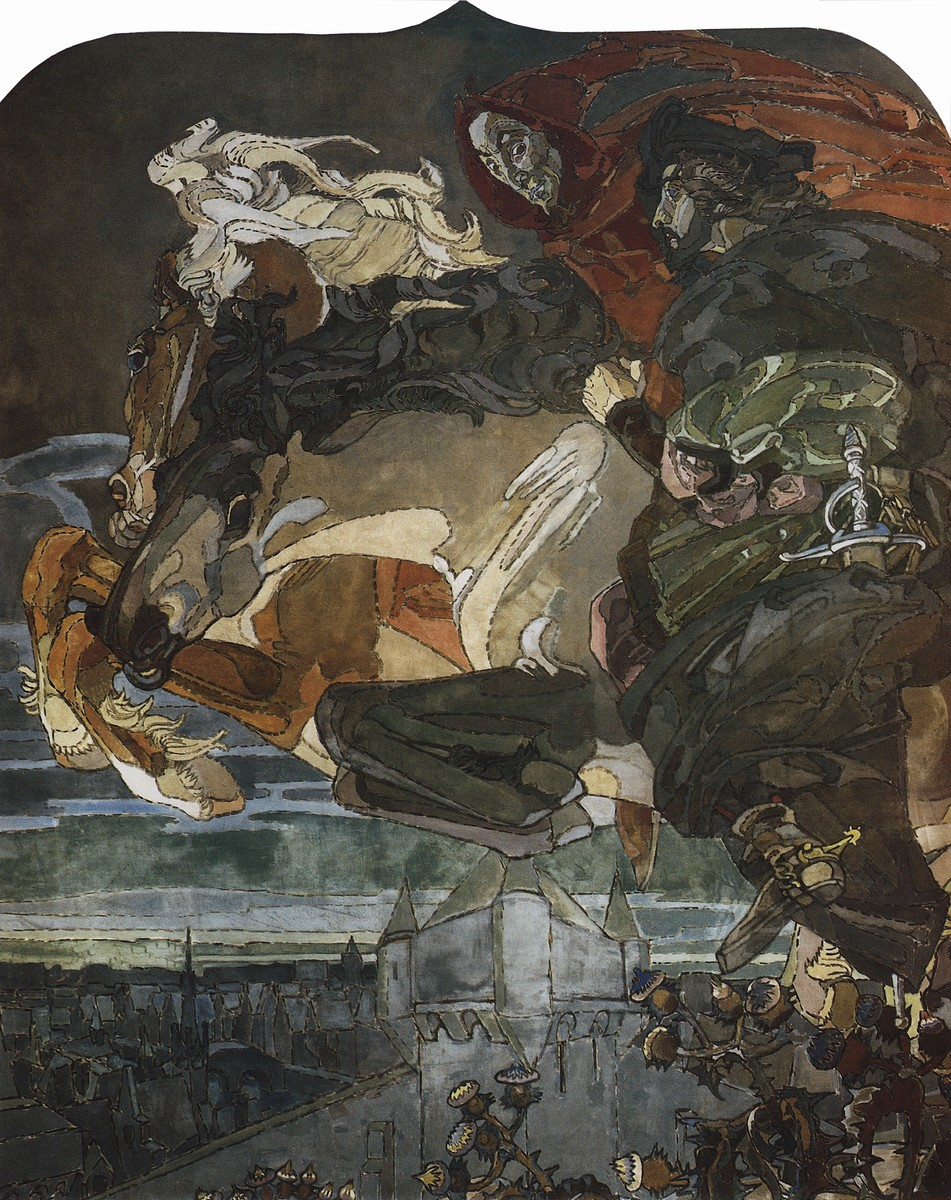
Lotta tra Faust e Mefistofele 1896
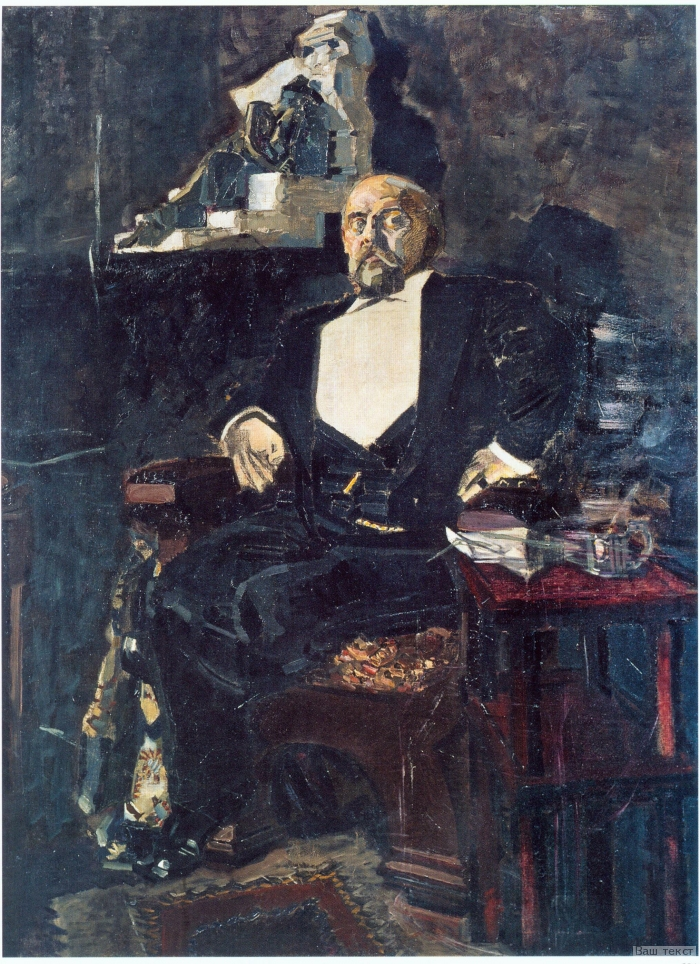
Ritratto di Savva Mamontov 1897
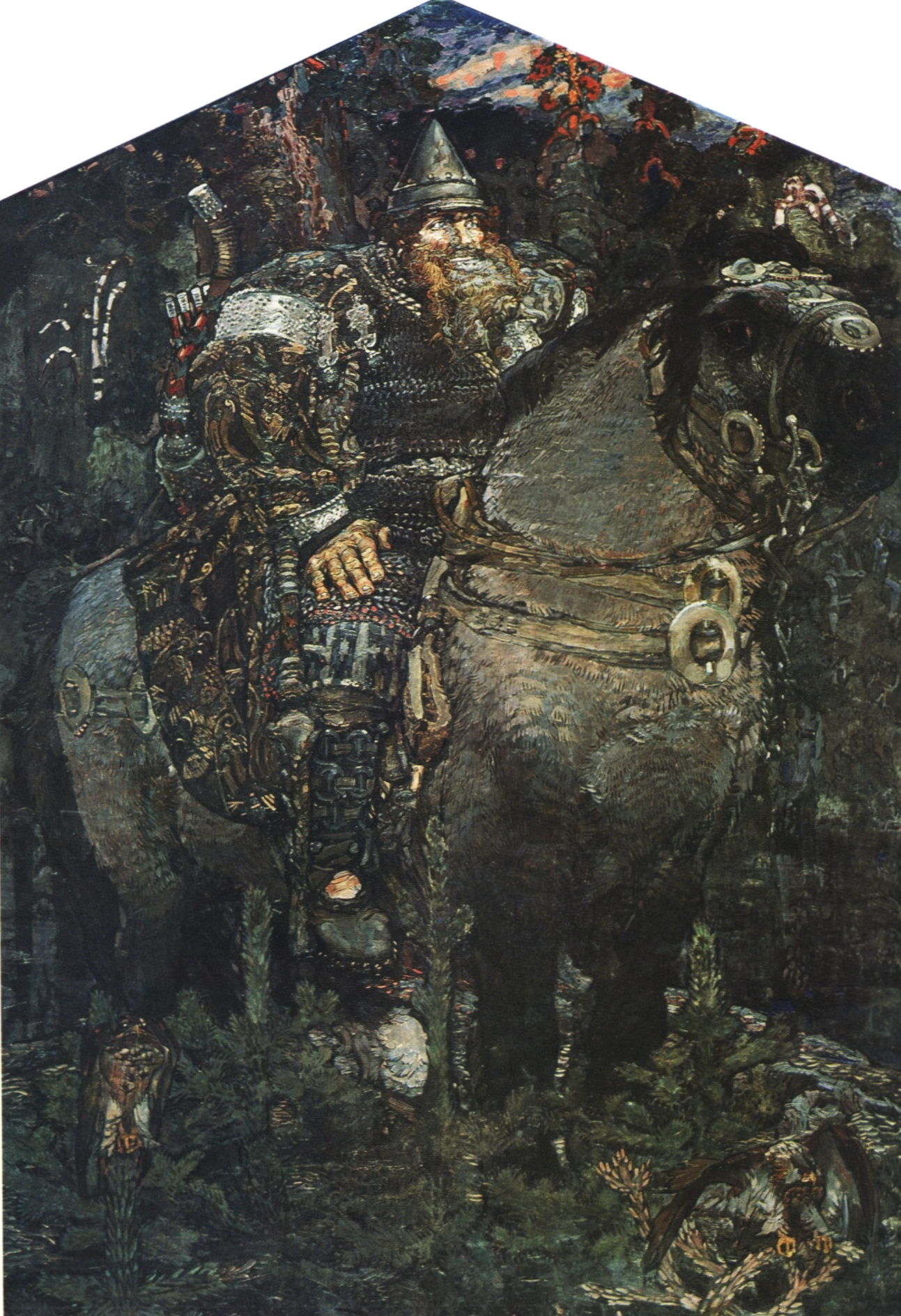
Bogatyr 1898
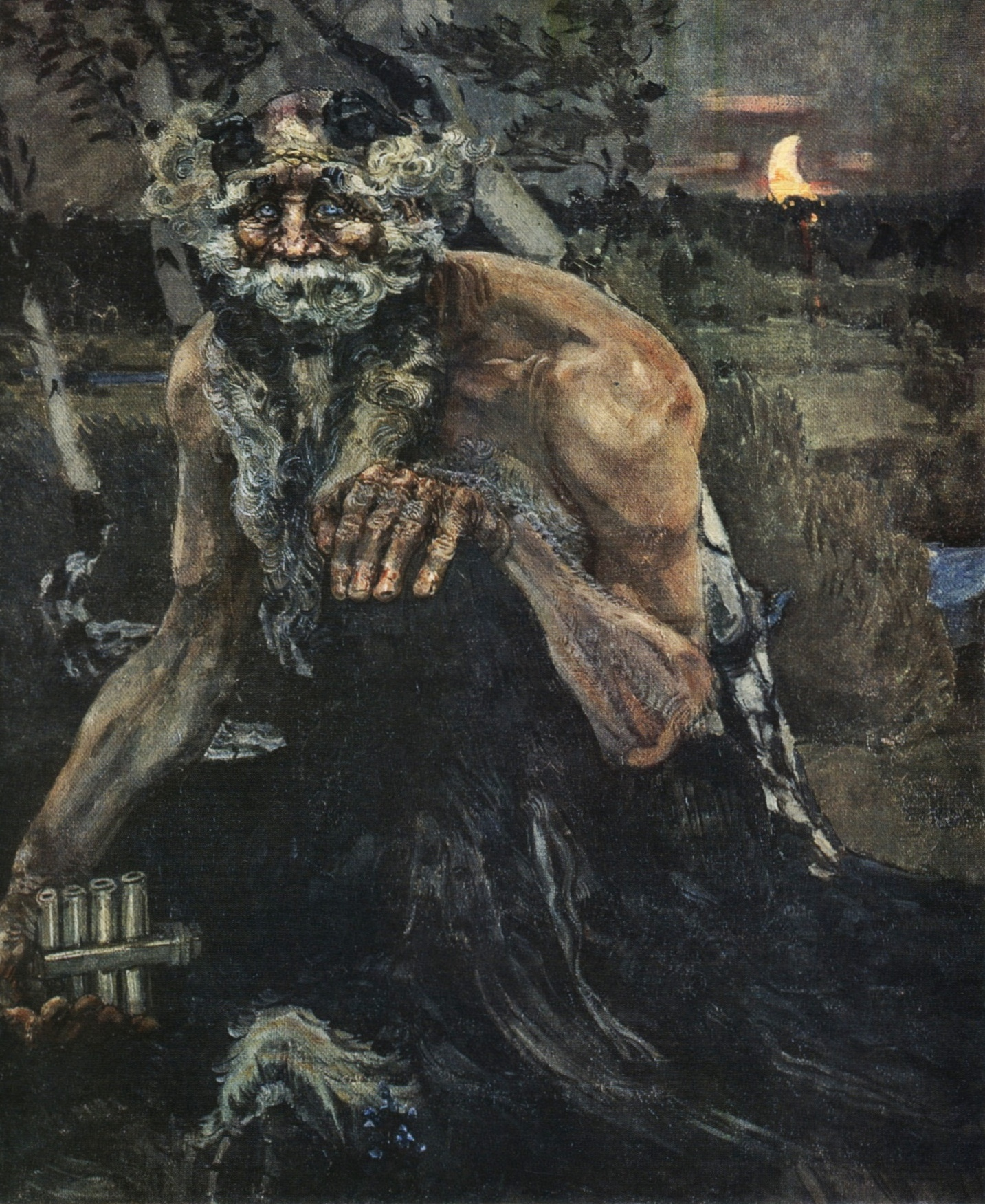
Pan 1899
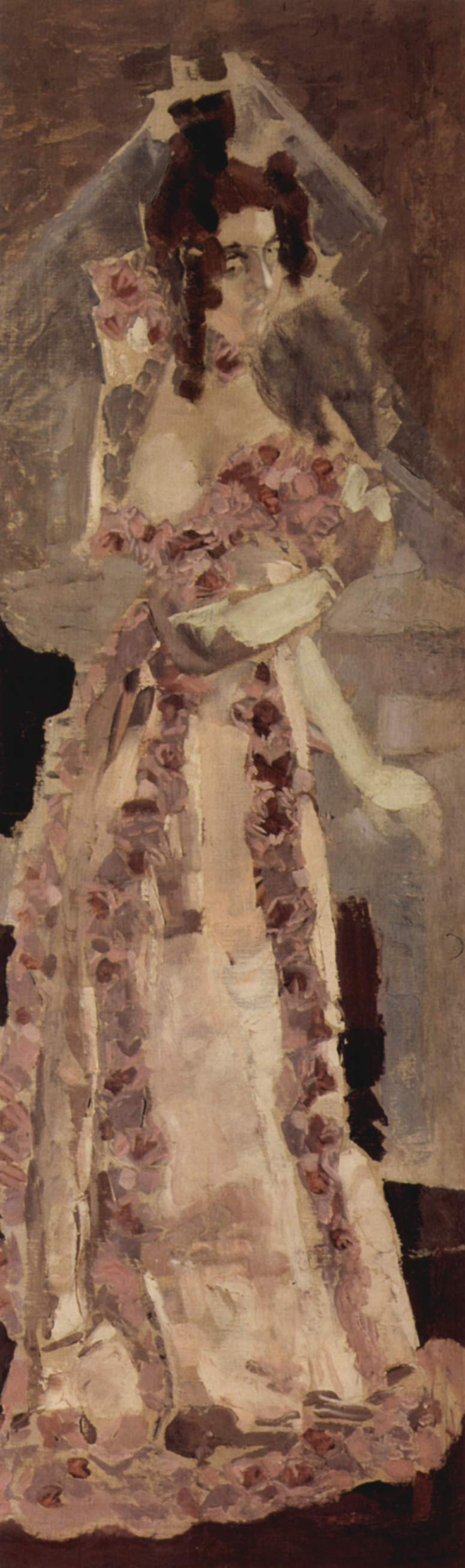
Nadežda Zabela-Vrubel' 1900
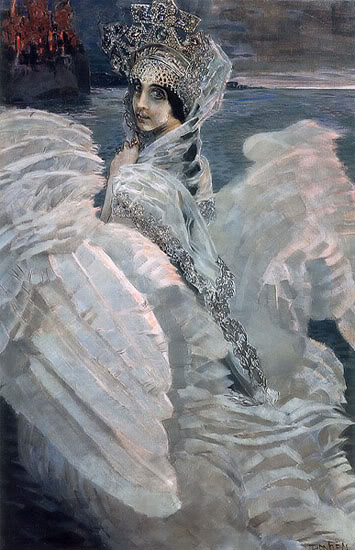
Nadežda Zabela-Vrubel' come principessa dei cigni 1900
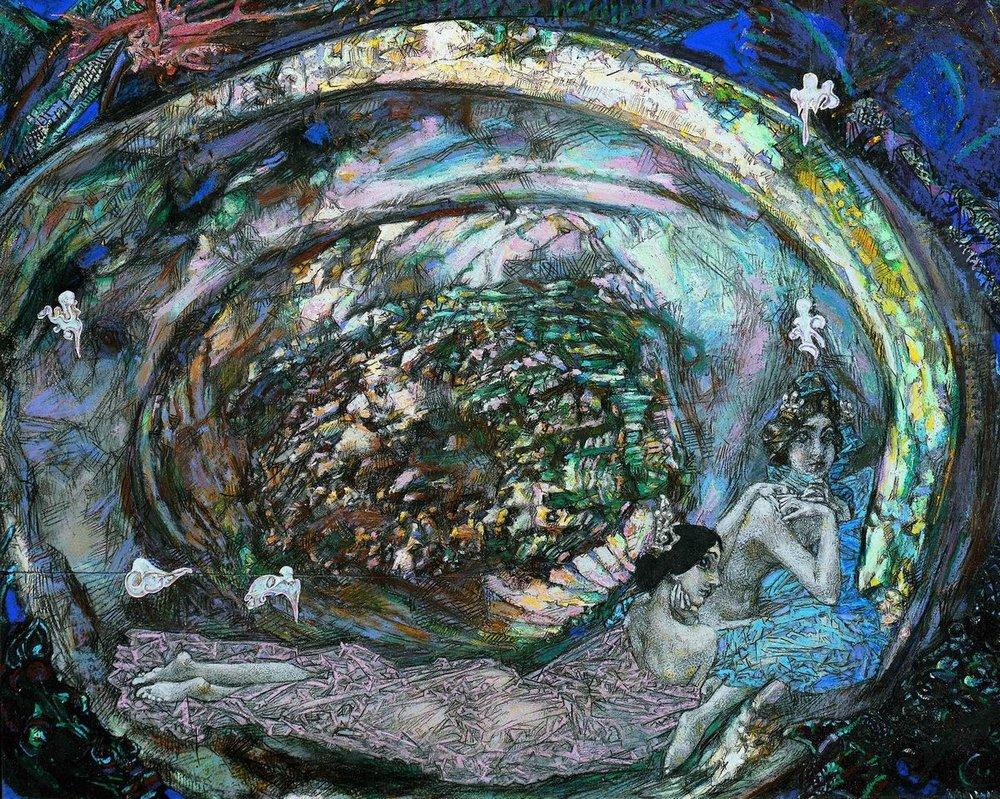
Ostrica con perla 1904
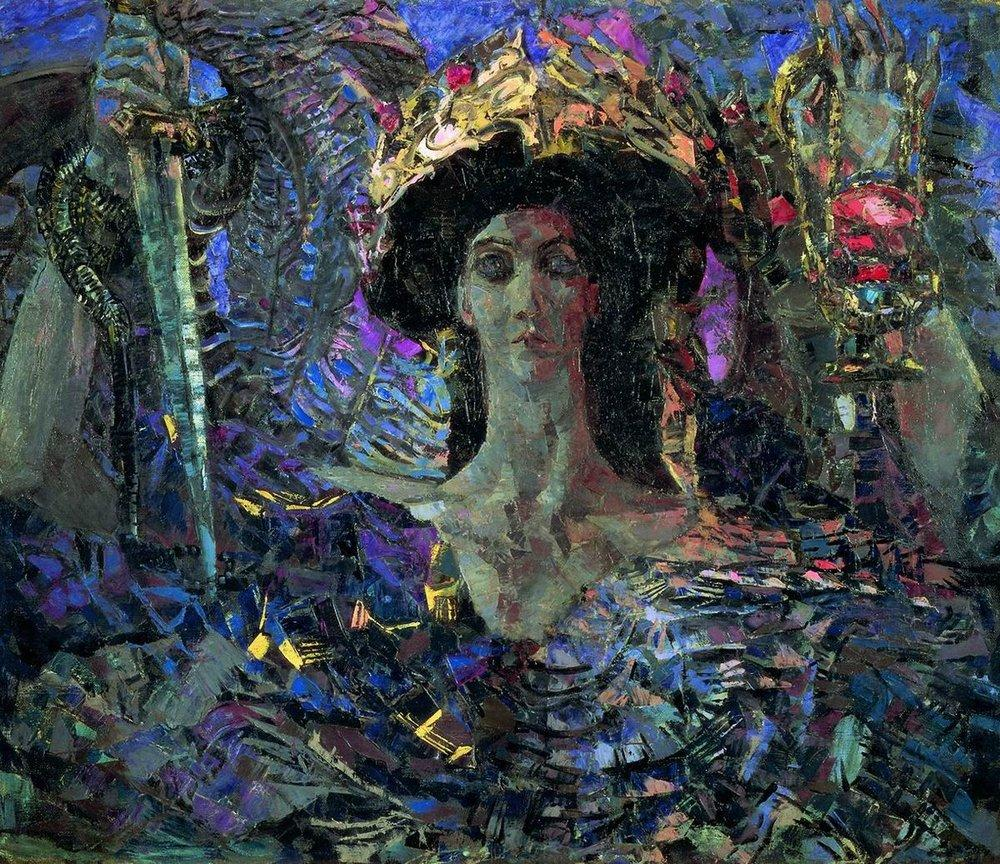
Azrael, l'angelo della morte 1904
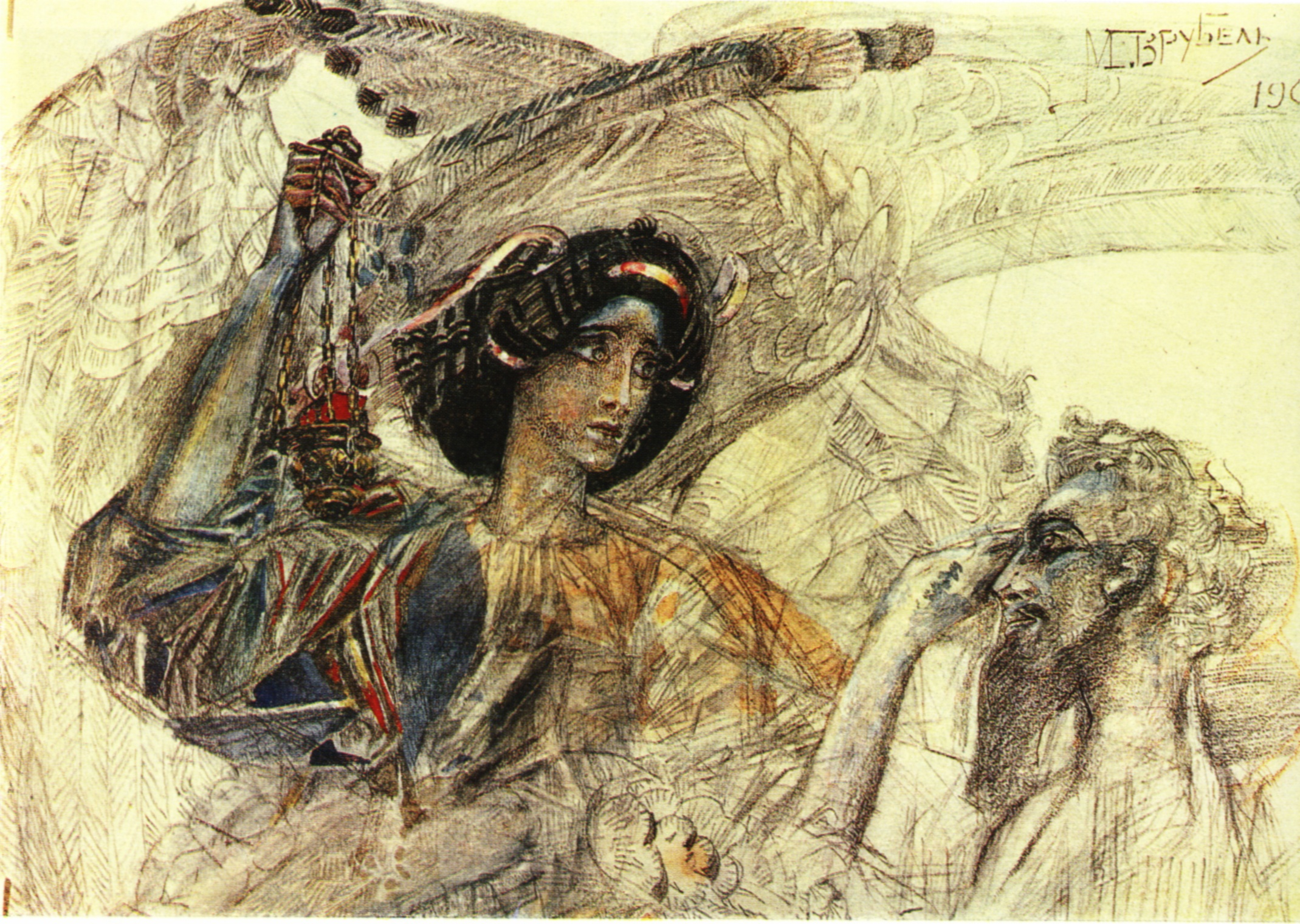
Serafino (da un poema di Aleksandr Puškin) 1905
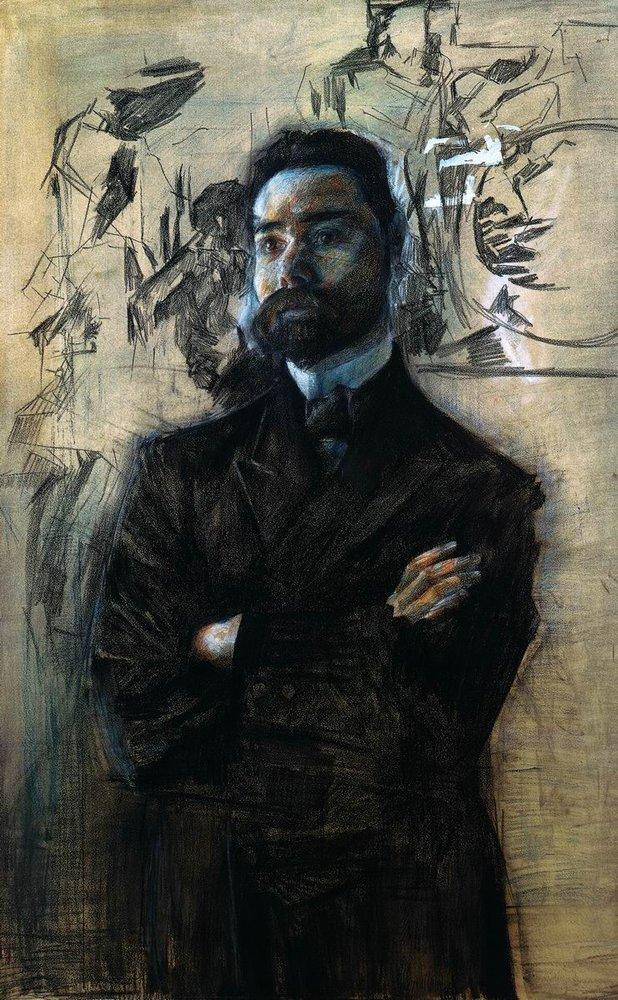
Ritratto di Valerij Brjusov 1906